# Ambrosius Brueghel
Ambrosius Brueghel (Amberes, 1617-9 de febrero de 1675) fue un pintor barroco flamenco, miembro de la famosa familia de artistas de los Brueghel. Menos prolífico y menos conocido que alguún otro miembro de la familia, su obra está formada por bodegones, guirnaldas florales y paisajes.

## Biografía
Hijo de Jan Brueghel el Viejo y Catharina van Marienburg, Ambrosius Brueghel nació en Amberes donde fue bautizado el 10 de agosto de 1617. Su padre, hijo del famoso pintor renacentista Pieter Brueghel el Viejo, fue uno de los más destacados pintores flamencos de su tiempo. Su hermano mayor, Jan Brueghel el Joven, también fue pintor y se hizo cargo del taller de su padre a su muerte en 1625. Su hermana Anna se casó en 1637 con  David Teniers el Joven, otro destacado pintor all servicio de los archiduques. Se sabe que Ambrosius colaboró con su cuñado en algunos paisajes con escenas de género. Su hermana Paschasia se casó con el pintor Hieronymous van Kessel el Joven. Otra hermana, Catharina se casó con el pintor Jan Baptist Borrekens.
Cuando su padre murió teniendo Ambrosio solo siete años, fue puesto bajo la tutela de destacados pintores como Hendrick van Balen, Cornelis Schut y Pieter de Jode el Viejo. Hendrick van Balen fomentó su formación artística. Es posible que Ambrosius aprendiera con su hermano Jan.
Se cree que Ambrosius tenía planes de viajar al extranjero después del 10 de septiembre de 1639, ya que hizo testamento en esa fecha. La realización de un testamento era habitual en el momento en que las personas estaban a punto de embarcarse en un viaje largo. No está claro si alguna vez hizo ese viaje o si fue muy corto pues unos meses después de esa fecha todavía aparece registrado en Amberes y en agosto de 1641 estaba en Amberes firmando un acuerdo con su hermano Jan y su cuñado David Teniers que fueron sus nuevos protectores. 
Ambrosius Brueghel se registró como miembro del gremio de San Lucas de Amberes en 1645 y en los años 1653, 1665, 1671 y 1673 ejerció como decano del mismo.  En 1649 ingresó en la cámara de retórica De Violieren. El 21 de febrero del mismo año se casó con Anna Clara van Triest, que pertenecía a una familia acomodada. La pareja tendría cuatro hijos. El artista era muy respetado en la comunidad y fue nombrado "wijkmeester" (alcaide) de su distrito. En 1650 visitó a su hermano Jan en París.

## Obra
El trabajo de Ambrosius Brueghel ha sido descrito como del mismo estilo que el de su padre, si bien son muy pocas las obras que se le han atribuido y con frecuencia esas atribuciones son cuestionadas. Regularmente se le asignado los bodegones relacionados con la familia, pero ninguna de estas atribuciones es firme. Una naturaleza muerta del género vanitas, descubierta en 1966, con un gran jarrón de flores firmada con las iniciales AB se atribuyó a Ambrosius, pero ahora se atribuye a Adriaen van Nieulandt. La única pintura para la que hay cierto nivel de certeza es la Santísima Virgen y el Niño en una guirnalda de flores (Iglesia de Santiago, Amberes). Esta pintura pertenece al género de las pinturas de guirnaldas, un tipo especial de naturaleza muerta desarrollada en Amberes por artistas como su padre Jan Brueghel el Viejo, su tutor Hendrick van Balen, Frans Francken el Joven, Peter Paul Rubens y Daniel Seghers. Por lo general, muestran una guirnalda de flores alrededor de una imagen devocional o un retrato. Este género fue inspirado por la veneración y devoción a la Virgen María que prevalece en la corte de los Habsburgo (gobernantes de los Países Bajos meridionales) y en Amberes en general.
Paisajes de Ambrosius se han registrado en el patrimonio de la familia de su tutor Hendrick van Balen. Un paisaje firmado y fechado Ambrosius Breughel fecit 1653 estaba en 1876 en la colección de J. Lenglart en Lille, mientras que otro Paisaje, supuestamente con figuras de su cuñado David Teniers el Joven, firmado Ambrosius Broeghel, estaba en Fahnenburg, cerca de Düsseldorf en 1894. La ubicación de estas pinturas es ahora desconocida.